# Francisco Alexandre Lobo

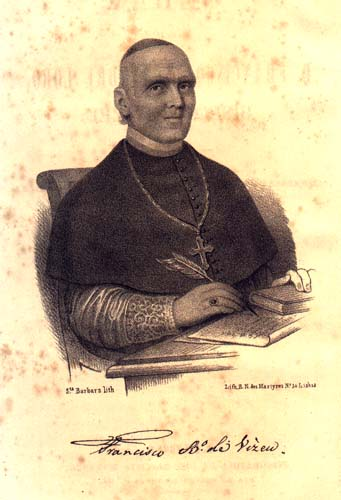
Francisco Alexandre Lobo (gravura de António Joaquim de Santa Bárbara).

Francisco Alexandre Lobo (Beja, 14 de setembro de 1763 – Lisboa, 9 de setembro de 1844), bispo de Viseu, foi um clérigo e político português, historiador e homem de letras erudito, que, entre outras funções, exerceu o cargo de Ministro e Secretário de Estado dos Negócios do Reino, então equivalente a Primeiro-Ministro de Portugal, no executivo pró-miguelista que governou entre 16 de dezembro de 1826 e 1 de junho de 1827. Após a vitória liberal teve de exilar-se.
Foi membro da Academia Real das Ciências de Lisboa.
Faleceu deixando inédita parte importante da sua obra.

## Biografia
D. Francisco Alexandre Lobo era filho de Manuel Lobo da Silva e de sua mulher Antónia Maria Lobo.
Seguiu carreira eclesiástica, sendo beneditino.
Foi professor no Seminário do Algarve, vindo a doutorar-se em Teologia pela Universidade de Coimbra, integrando posteriormente o corpo docente da Faculdade de Teologia daquela universidade.
Foi nomeado bispo de Viseu e exerceu diversos cargos públicos, entre os quais Secretário de Estado dos Negócios do Reino, ministro e Par do Reino. Conservador, considerado um apostólico moderado, era próximo de D. Miguel I, por quem foi escolhido para conselheiro de Estado e encarregado de fazer a reforma geral dos estudos.
Foi Ministro e Secretário de Estado dos negócios Eclesiásticos e da Justiça, interino, de 16 a 19 de dezembro de 1826.
Escritor brilhante e erudito, revelou-se um historiador de mérito, sendo admitido como sócio da Academia Real das Ciências de Lisboa a 21 de novembro de 1804.
Com a vitória do liberalismo teve de exilar-se, abandonando Portugal em 1834.
Escreveu um diário desde o momento em que saiu da sua diocese, perante a ameaça dos liberais que se aproximavam da cidade, até à chegada ao exílio na Grã-Bretanha e Irlanda.
Em 1848-1853, foram publicados três volumes das Obras Completas deste historiador, embora o plano de edição constasse de dez volumes, permanecendo inédita parte da sua obra.
O seu retrato, por António Joaquim de Santa Bárbara, foi feito a partir da máscara [mortuária] que se tirou do rosto venerando do Prelado que nunca em sua vida consentiu ser retratado.

## Obras publicadas
D. Francisco Alexandre Lobo foi autor de múltiplas obras, demonstrando uma cultura e erudição notáveis. Entre essas obras destacam-se: 
- Memoria historica e critica acerca de Luiz de Camões e das suas obras, Typ. da Academia, Lisboa, 1820.
- Discurso Histórico, Lisboa, 1823.
- Resumida Notícia dos Bispos de Viseu nos Séculos XVI, XVII, XVIII, Coimbra, 1855.
- Discurso Histórico e Crítico acerca do Padre António Vieira e das suas Obras, Coimbra, Imprensa da Universidade, 1897.
- Obras completas, 3 volumes, Typ. José Baptista Morando, Lisboa, 1848-1853.